# Cymatura fasciata
Cymatura fasciata är en skalbaggsart som först beskrevs av Guerin-meneville 1849.  Cymatura fasciata ingår i släktet Cymatura och familjen långhorningar.
Artens utbredningsområde är:
- Kenya.
- Malawi.

Inga underarter finns listade i Catalogue of Life.